# Martin Šerkl
Martin Šerkl též Šergl či Sergl († po roce 1627) byl pražský lékárník. Vedl malostranskou lékárnu U černého orla a lékárnu ve Slaném. Zároveň byl dvorským lékárníkem (apatykářem).
Protože byl protestant a nechtěl konvertovat ke katolictví, prodal svůj podnik roku 1627 Markétě Rydyngerové a odešel do exilu v Lipsku.